# Bradgley Rodríguez
Bradgley Eduardo Rodríguez (Petare, 16 novembre 2003) è un giocatore di baseball venezuelano, di ruolo lanciatore, che gioca per i San Diego Padres (MLB).
Con gli stessi Padres ha debuttato in MLB nel 2025.